# 宮本祖豊
宮本 祖豊（みやもと そほう、1960年（昭和35年）- ）は、天台宗の僧侶。

## 人物
北海道生まれ。堀澤祖門の弟子となり、1984年（昭和59年）に出家得度。1997年（平成9年）に十二年籠山行の前行である好相行を満行。比叡山延暦寺浄土院の侍真僧となる。2009年（平成21年）に十二年籠山行を満行。

## 法縁

### 大師匠
叡南祖賢
第二次世界大戦後初の千日回峰行大行満大阿闍梨（1946年（昭和21年満行））、大僧正
堀澤祖門師の師匠で叡南覺誠師の弟子。弟子育成と叡山復興に尽力した「叡山の傑僧」

### 師匠
堀澤祖門
三千院門跡門主、探題・大僧正。前叡山学院院長。京都大学学生時代に比叡山にのぼり、仏道をきわめたいと中退し弟子となる。「侍真」として十二年籠山行を満行。これにより明治以来途絶えていた本格的な十二年籠山比丘が復興した。

## 著書
- 『覚悟の力』致知出版社、2014年

## その他

### 出演
- こころの時代「12年 孤独に自分と向き合って〜比叡山 籠山行〜」（2022年6月12日、NHK Eテレ）[3]